# ژرژ دو بورگینیون
ژرژ دو بورگینیون (انگلیسی: Georges de Bourguignon; ۱۵ فوریهٔ ۱۹۱۰ – ۳۱ دسامبر ۱۹۸۹) ورزشکار شمشیربازی اهل بلژیک بود.
وی در مسابقات کشوری و بین‌المللی در مجموع برندهٔ ۱ مدال برنز شده‌است.